# 재블린 (지대공 미사일)
재블린(Javelin)(标枪)은 영국 육군과 캐나다 육군이 이전에 사용한 영국 휴대용 지대공 미사일이다. 재블린은 어깨에서 발사하거나, 재블린 LML(경량 다중 발사기)로 알려진 전용 발사기로 발사할 수 있다. 재블린 LML은 세 발을 휴대하고, 차량에 탑재될 수 있다.
재블린 지대공 미사일은 영국군 전선에서 1993년도에 스타버스트 지대공 미사일로 상업적으로 판매된 재블린 S-15로 교체되었고(무선 주파수 유도 재블린은 훈련 목적을 위해 그 후 한동안 보유함), 나중에는 1997년도쯤 시작된 스타스트릭 지대공 미사일로 교체되었다. 캐나다 군대는 교체없이 퇴역했다.

## 개발과 역사
재블린 지대공 미사일은 블로우파이프 미사일을 대체하기 위해 만들어졌다. 블로우파이프 미사일은 수동 유도 시스템을 사용했는데 이는 포클랜드 전쟁에서 100발을 사용하는 동안 2발을 명중시킬 정도로 효과적이지 못했다. 이런 단점을 보완하기 위해 재블린 지대공 미사일은 수동 유도장치에서 사수가 목표물을 향해 조준경을 유지하기만 하면 되는 반자동 SACLOS(Command to sight) 시스템으로 설계되었으며 이후 발사대의 레이저를 통해 자동으로 유도되는 시스템인 자동 유도 시스템까지 발전했다.

## 조작 사용
수동 명령 조준선(MCLOS) 무선 주파수 유도 블로우파이프 미사일과 전체적인 외형이 비슷하지만, 재블린 미사일은 약간 더 작고, 반자동 명령 조준선(SACLOS) 무선 주파수 유도를 사용하며, 다소 개량된 탄두에 적합하다. 조작자는 목표물의 위치를 찾기 위해 6배 확대 조준기와 장거리 TV 카메라를 갖추고 있다. 비록 재블린의 정확도는 연기, 안개, 구름 등에 다소 영향을 받을 수 있지만, 플레어 등으로 목표물을 빗나가게 하는 것은 실제적으로 불가능하다고 주장한다. 

## 특징
재블린 미사일(FGM-148)은 구경 127mm이고 사거리는 2.5km이다. 탄두형태는 탠덤형으로 반장갑에 대한 대응체계를 갖추었다. 재블린의 유도방식은 자동형으로 기존의 관측자가 레이저로 표적을 지정하여 미사일을 유도시키는 반자동유도(semi-active guidance) 방식이 표적을 지정하는 병사, 탑재체를 노출시킨다는 단점을 가지고 있어 이를 보완하기 위해 미사일 내부에 탑재된 유도장치에서 직접 표적을 탐지 및 유도하는 자동유도(active guidance) 방식을 사용한다.

## 최근 운용 사례
재블린 지대공 미사일은 발사 후 망각(fire and forget)기능으로 사수의 목숨을 구할 수 있다. 재블린은 러시아- 우크라이나 전쟁 간 미국 및 서방세력이 우크라이나에 지원한 무기로써 40억원에 달하는 러시아 탱크를 무력화시키며 효과를 과시하였다. 미국은 재블린 지대공 미사일을 이번 러시아- 우크라이나 전쟁 간 보유량의 3분의 1에 달하는 7000기 이상을 지원하였다.

## 운영 국가
- 보츠와나
- 캐나다
- 영국
- 페루
- 대한민국
- 우크라이나

## 참고문헌
- Jane's Land-Based Air Defence 2005-2006, ISBN 0-7106-2697-5